# Samppa Lajunen
Samppa Kalevi Lajunen (Turku, 23 aprile 1979) è un ex combinatista nordico finlandese.

## Biografia
Pluricampione olimpico e mondiale della disciplina, Samppa Kalevi Lajunen esordisce in Coppa del Mondo l'8 marzo 1996 sulle nevi svedesi di Falun. L'anno seguente conquista la sua prima vittoria individuale a Schonach, in Germania, e la prima medaglia d'argento nella gara a squadre ai Mondiali di sci nordico del 1997 disputati a Trondheim, in Norvegia. Nella stessa stagione si aggiudica anche la Coppa del Mondo assoluta.
L'anno seguente partecipa ai XVIII Giochi olimpici invernali di Nagano 1998, in Giappone, ottenendo due argenti (nell'individuale e nella gara a squadre), a ai Mondiali juniores vincendo altre due medaglie, l'oro nella gara a squadre e l'argento nell'individuale.
Partecipa anche ai Mondiali del 1999 di Ramsau am Dachstein salendo sul gradino più alto del podio nella gara a squadre e piazzandosi secondo nell'individuale. Sempre nel 1999 conquista anche la medaglia d'oro nell'individuale nel Mondiali juniores.
La stagione 1999-2000 è contraddistinta dalla vittoria della seconda Coppa del Mondo, mentre l'anno successivo da altre tre medaglie ai Mondiali (due argenti e un bronzo). L'apice della carriera giunge nel 2002, durante il quale l'atleta finlandese conquista tutte le medaglie d'oro della disciplina ai XIX Giochi olimpici invernali di Salt Lake City 2002, negli Stati Uniti.
Nel 2003 viene convocato per i Mondiali della Val di Fiemme, in Italia, dove si aggiudica le ultime due medaglie di bronzo. Si ritira dall'attività agonistica il 6 marzo 2004, dopo aver collezionato venti vittorie individuali e cinquantotto podi complessivi in Coppa del Mondo.

## Palmarès

### Olimpiadi
- 5 medaglie:
  - 3 ori (individuale, sprint, gara a squadre a Salt Lake City 2002)
  - 2 argenti (individuale, gara a squadre a Nagano 1998)

### Mondiali
- 8 medaglie:
  - 1 oro (gara a squadre a Ramsau 1999)
  - 4 argenti (gara a squadre a Trondheim 1997; individuale a Ramsau 1999; individuale, sprint a Lahti 2001)
  - 3 bronzi (gara a squadre a Lahti 2001; individuale, gara a squadre a Val di Fiemme 2003)

### Mondiali juniores
- 3 medaglie:
  - 2 ori (gara a squadre a St. Moritz/Pontresina 1998; individuale a Saalfelden 1999)
  - 1 argento (individuale a St. Moritz/Pontresina 1998)

### Coppa del Mondo
- Vincitore della Coppa del Mondo nel 1997 e nel 2000
- 58 podi (55 individuali, 3 a squadre):
  - 23 vittorie (20 individuali, 3 a squadre)
  - 24 secondi posti
  - 11 terzi posti

#### Coppa del Mondo - vittorie
| Data             | Località                             | Nazione         | Trampolino                 | Spec.                                                |
| ---------------- | ------------------------------------ | --------------- | -------------------------- | ---------------------------------------------------- |
| 5 gennaio 1997   | Schonach                             | Germania        | Langenwaldschanze K90      | IN NH/15 km                                          |
| 14 gennaio 1997  | Val di Fiemme                        | Italia          | Giuseppe Dal Ben K90       | IN NH/15 km                                          |
| 28 novembre 1997 | Rovaniemi                            | Finlandia       | Ounasvaara K90             | SP NH/7,5 km                                         |
| 30 gennaio 1999  | Chaux-Neuve                          | Francia         | La Côté Feuillée K90       | IN NH/15 km                                          |
| 6 marzo 1999     | Lahti                                | Finlandia       | Salpausselkä K114          | IN LH/15 km                                          |
| 11 dicembre 1999 | Vuokatti                             | Finlandia       | Hyppyrimäki K90            | SP NH/7,5 km                                         |
| 21 dicembre 1999 | Steamboat Springs                    | Stati Uniti     | Howelsen K88               | SP NH/7,5 km                                         |
| 3 gennaio 2000   | Oberwiesenthal                       | Germania        | Fichtelberg K90            | SP NH/7,5 km                                         |
| 11 gennaio 2000  | Val di Fiemme                        | Italia          | Giuseppe Dal Ben K90       | IN NH/15 km                                          |
| 16 gennaio 2000  | Breitenwang                          | Austria         | Raimund Ertl K87           | SP NH/7,5 km                                         |
| 8 febbraio 2000  | Nozawaonsen                          | Giappone        | Mukobayashi K90            | SP NH/7,5 km                                         |
| 26 febbraio 2000 | Chaux-Neuve                          | Francia         | La Côté Feuillée K90       | IN NH/15 km                                          |
| 17 marzo 2000    | Sankt Moritz Santa Caterina Valfurva | Svizzera Italia | Olympiaschanze K94         | IN NH/15 km                                          |
| 21 gennaio 2001  | Park City Soldier Hollow             | Stati Uniti     | Utah Olympic Park K90      | T MS NH/3x5 km (con Hannu Manninen e Jaakko Tallus)  |
| 9 dicembre 2001  | Štrbské Pleso                        | Slovacchia      | MS 1970 K90                | SP NH/7,5 km                                         |
| 9 gennaio 2002   | Val di Fiemme                        | Italia          | Giuseppe Dal Ben K95       | T NH/3x5 km (con Mikko Keskinarkaus e Jaakko Tallus) |
| 1º marzo 2002    | Lahti                                | Finlandia       | Salpausselkä K116          | IN LH/15 km                                          |
| 3 marzo 2002     | Lahti                                | Finlandia       | Salpausselkä K116          | SP LH/7,5 km                                         |
| 13 marzo 2002    | Trondheim                            | Norvegia        | Granåsen K120              | SP LH/7,5 km                                         |
| 14 dicembre 2002 | Harrachov                            | Rep. Ceca       | Čerťák K90                 | IN NH/15 km                                          |
| 8 gennaio 2003   | Ramsau am Dachstein                  | Austria         | W90-Mattensprunganlage K90 | SP NH/7,5 km                                         |
| 23 gennaio 2004  | Nayoro                               | Giappone        | Piyashiri K90              | IN NH/15 km                                          |
| 14 febbraio 2004 | Oberstdorf                           | Germania        | Schattenberg K120          | T LH/3x5 km (con Jaakko Tallus e Hannu Manninen)     |

Legenda:

IN = individuale Gundersen

SP = sprint

MS = partenza in linea

T = gara a squadre

NH = trampolino normale

LH = trampolino lungo